# Rawa Mulya
Rawa Mulya is een bestuurslaag in het regentschap Muko-Muko van de provincie Bengkulu, Indonesië. Rawa Mulya telt 1601 inwoners (volkstelling 2010).